# Shinnenkai
Shinnenkai (tiếng Nhật: 新年会, Hán-Việt: tân niên hội, nghĩa đen là "tụ tập đón năm mới") là một truyền thống Nhật Bản nhằm chào đón Năm mới đang đến, thường là thông qua việc sử dụng đồ uống có cồn.
Một buổi shinnenkai nói chung là được tổ chức bởi các đồng nghiệp hoặc bạn bè trong tháng 1. Giống như nhiều lễ hội (matsuri) và lễ kỷ niệm nổi tiếng của Nhật, shinnenkai là cách họ cùng nhau ăn mừng năm mới và hứa hẹn với nhau sẽ làm mọi điều tốt nhất cho năm nay cũng như cầu mong cho mọi người may mắn và tài lộc.
Shinnenkai thì tương tự với bōnenkai ở một số phương diện chỉ trừ một vài ngoại lệ. Cả hai đều được tiến hành bằng các bữa tiệc cùng bạn bè hoặc đồng nghiệp hoặc do cơ quan tài trợ cho đội ngũ công nhân viên của mình. Bōnenkai và shinnenkai không phải là một phần của lễ hội Shogatsu đón Năm mới vốn kéo dài cho đến mùng 3 tháng 1; thay vào đó đây là cách kết thúc và bắt đầu một năm thông qua việc ăn mừng tập thể. Tuy nhiên tại một buổi shinnenkai, một vài trong số lễ hội Shogatsu có thể đem qua bữa tiệc năm mới như làm bánh gạo mochi bằng việc nghiền cơm ngọt hoặc kagamiwari vốn là khai mở các thùng rượu sake bằng chiếc búa gỗ rồi cùng nhau uống.